# Oberweissbach
Oberweissbach (officiellt Oberweißbach/Thüringer Wald) är en ortsteil och kurort i stän Schwarzatal i det tyska distriktet Saalfeld-Rudolstadt i förbundslandet Thüringen. Staden hade 1 678 invånare 2018.
I Oberweissbach föddes pedagogen Friedrich Fröbel som inrättade den första barnträdgården (Kindergarten). Huset där Fröbel föddes är idag ett museum. Dessutom är ett utsiktstorn på ett berg nära staden uppkallat efter honom.
Orten har även en av Europas brantaste bergbanor. Vissa avsnitt av sträckan har en lutning av 1:4. I orten Obstfelderschmiede finns anslut till en annan linje (Schwarzatalbahn). Oberweissbachs bergbana byggdes mellan 1919 och 1923.